# Giancarlo Nicotra
Giancarlo Nicotra (* 30. April 1944 in Rom; † 12. Juni 2013 in Formello) war ein italienischer Kinderdarsteller, Regisseur und Synchronsprecher.

## Leben
Nicotra ist Teil einer Schauspielfamilie, so ist sein Vater Antonio Nicotra. Etliche seiner Neffen und Cousinen sind ebenfalls als Darsteller oder Synchronsprecher aktiv.
1950 hatte er seinen ersten Filmauftritt als Kinderschauspieler in Guido Brignones Il nido di falasco; bis 1960 folgten Arbeiten für u. a. Carlo Borghesio, Mario Costa und Mario Monicelli sowie für Steno, in dessen L'uomo, la bestia e la virtù er neben Totò, Orson Welles und Viviane Romance seinen wohl bekanntesten Auftritt hatte. Daneben war er in dieser Zeit als Synchronsprecher aktiv und war z. B. die italienische Stimme des jugendlichen Herrchens von Rin-Tin-Tin. Auch Fernseharbeiten finden sich in seinem Werkverzeichnis, so Tom Jones und Canne al vento von Mario Landi. Ab der zweiten Hälfte der 1960er Jahre war Nicotra in verschiedensten Funktionen für das Fernsehen aktiv; so arbeitete er als Synchronregisseur (und weiterhin als Sprecher), Schnittmeister, Regieassistent und Regisseur kleinerer Filme. Er belieferte Sendungen wie Black Out, das ihn bekannt machende La Sberla 1978, Grand Hotel, Senza rete und Tutto compresso mit Material und war mitverantwortlich für die teils neuen Konzepte dieser Sendungen, die ein buntes Gemisch an Elementen boten. 1976 drehte er seinen einzigen Kinofilm als Regisseur, Vai col liscio.
1983 wurde er vom Präsidenten der Mediaset, Silvio Berlusconi, zum Verantwortlichen der neuen komischen Sendung Drive In bestimmt, die einen entscheidenden Schritt für das kommerzielle Fernsehen darstellte. Auch für Folgesendungen wurde Nicotra verpflichtet; er drehte eine stattliche Anzahl an Sendungen für die Sender der RAI sowie für Canale 5. Daneben war er gelegentlich als Theaterregisseur und häufig als Autor von Fernseh-Specials über zahlreiche Größen der Show- und Filmbranche aktiv.
2011 ging Nicotra in die Volksrepublik China und gründete in Shanghai die Gesellschaft Spazio Danza. Nach langer Krankheit starb er im Juni 2013.

## Filmografie (Auswahl)
Darsteller
- 1950: Schicksal im Moor (Il nido di falasco)
- 1952: Engel aus der Kellerwohnung (Gli angeli delle quartiere)
- 1953: Ein Sonntag in Rom (La domenica della buona gente)
- 1960: Die Abenteuer der Totenkopf-Piraten (Il terrore die mari)

Regisseur
- 1976: Vai col liscio